# Placa de la Sonda

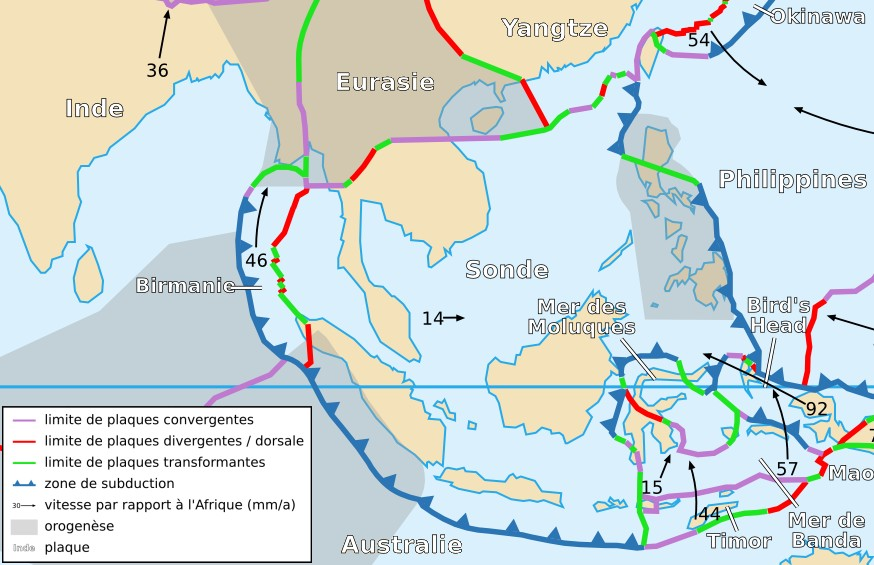
Mapa algo datado de la placa de la Sonda (como "Sonde") y sus placas vecinas (en francés).

La placa de la Sonda o de Sunda se localiza en el Sudeste de Asia y anteriormente era considerada parte de la placa Euroasiática. Dicha placa incluye el mar de China Meridional, el mar de Andamán, las partes del sur de Viet Nam y Tailandia junto con Malasia y las islas de Borneo, Sumatra, Java, y parte de Célebes en Indonesia. También están incluidas sísmicamente las Islas Filipinas occidentales.
La placa limita por (en el sentido de las agujas del reloj del este):
- La placa Filipina.
- La placa Cabeza de Pájaro (Nueva Guinea occidental).
- El mar de Molucas.
- La placa del Mar de Banda.
- La placa de Timor.
- La placa Indoaustraliana.
- La placa de Birmania.
- La placa Euroasiatica.
- La placa Yangtsé al norte.

Los límites orientales, del sur, y occidentales de la placa de la Sonda son sísmicamente activas. Sólo el límite norte está relativamente inmóvil.